# Bassin de la Reine-Charlotte
Le bassin de la Reine-Charlotte ou « Queen Charlotte Basin » [QCB] ou Queen Charlotte Sound [QCS] pour les anglophones) est une étendue maritime située le long du littoral de la Colombie-Britannique au Canada, entre l'archipel Haida Gwaii au nord et l'île de Vancouver au sud. 

Il fait la liaison entre le détroit d'Hecate et le détroit de la Reine-Charlotte. Les nombreuses îles qui le bordent à l'est, le long de la côte continentale, abritent une partie du Passage Intérieur (Inside Passage), la voie maritime côtière qui permet de naviguer entre l'Alaska et l'État de Washington en évitant les eaux difficiles du nord de l'océan Pacifique.

## Situation géographique
- Limite nord : Ligne droite entre Day Point, à l'extrémité sud de l'île Price (Price Island), et le cap Saint-James (Cape St. James) au sud de l'île Kunghit (Kunghit Island), la plus méridionale de l'archipel Haida Gwaii.
- Limite ouest : Ligne droite entre le cap Saint-James et le cap Scott (Cape Scott) au nord-ouest de l'île de Vancouver, en contournant l'île Triangle (Triangle Island) par l'ouest.
- Limite sud : Littoral nord de l'île de Vancouver entre le cap Scott et le cap Sutil (Cape Sutil), puis ligne droite jusqu'au cap Caution (Cape Caution) sur le continent.
- Limite est : Littoral du continent et des îles côtières entre le cap Caution et Day Point.

## Écosystème
Le bassin de la Réine-Charlotte abrite une faune particulièrement importante et diversifiée. De nombreuses espèces d'oiseaux marins y vivent : macareux rhinocéros, pétrels culblanc, pétrels à queue fourchue...

## Importance économique
Le bassin de la Reine-Charlotte présente un potentiel important en matière de production de pétrole. Un moratoire sur l'exploration pétrolière a cependant été décidé par le gouvernement de Colombie-Britannique afin de préserver l'écosystème local. 

## Toponyme
En 1786, le commandant du navire de commerce Experiment donna le nom de Queen Charlotte's Sound à la portion maritime située entre l'archipel Haida Gwaii et le détroit de Johnstone, en hommage à Charlotte de Mecklembourg-Strelitz, reine consort du Royaume-Uni George III, qui deviendra la grand-mère de la reine Victoria. En 1924, seule la partie située au nord de l'île de Vancouver garda ce nom, la partie sud devenant le détroit de la Reine-Charlotte.